# (31762) 1999 JB104
1999 JB104 (asteroide 31762) é um asteroide da cintura principal. Possui uma excentricidade de 0.08257240 e uma inclinação de 18.35292º.
Este asteroide foi descoberto no dia 14 de maio de 1999 por LINEAR em Socorro.